# Adolph Peterson
Adolph Peterson, född 1851 i Gräve socken, Närke, död 1923, var en svensk-amerikansk nykterhetsman och köpman.

## Biografi
Peterson, som med sina föräldrar utvandrade till USA i början av 1860-talet grundade 1874 i New York Vasaloge, den första svenska nykterhetsföreningen i USA. 1876 stiftade han där Monitorloge, en underavdelning av IOGT. Från 1878 utgav han i New York den svenskspråkiga Monitoren, tidskrift för nykterhet och sedlighet. Peterson var mycket engagerad i införandet av IOGT i Sverige. Men han bröt med föreningen och grundade 1883 i USA The order of templars, och året därpå i Sverige, samma organisation under namnet Templarorden.